# Bubekiana
Bubekiana is een geslacht van vliesvleugeligen uit de familie Pteromalidae. De wetenschappelijke naam van dit geslacht is voor het eerst geldig gepubliceerd in 1964 door De Santis.

## Soorten
Het geslacht Bubekiana is monotypisch en omvat slechts de volgende soort:
- Bubekiana kuscheli De Santis, 1964